# André du Fresnois
André Casinelli, dit André du Fresnois, né à Vanves le 1er mai 1886 et mort pour la France à Courbesseaux (Meurthe-et-Moselle) le 25 août 1914, est un écrivain, critique littéraire, journaliste et militant royaliste français.

## Biographie
Pierre Joseph André Cassinelli, de son nom de plume André du Fresnois, naît à Vanves le 1er mai 1886 du mariage de Joseph Ernest Cassinelli, commis d'économat, et de Gabrielle Victoire Amable Duchemin.
Il commence très jeune une carrière littéraire à Paris, d'abord dans de petites revues éphémères, puis comme critique de théâtre dans les pages de la Revue critique des idées et des livres, de l'Action française, du Gil Blas. André du Fresnois figure rapidement parmi les personnalités de talent de la jeune école royaliste et néo-classique. Il publie des pages choisies de Jules Lemaître, puis en 1913 un livre de critique : Une année de critique et une plaquette de vers.
Mobilisé comme soldat de deuxième classe, il disparaît dès le début de la guerre, tué à l'ennemi le 25 août 1914 lors du combat de Courbesseaux en Lorraine. Son corps n'a pas été retrouvé. Il est officiellement déclaré mort pour la France par jugement du tribunal de la Seine en date du 30 avril 1920.
Il figure sur la liste des personnes citées au Panthéon de Paris au titre d'écrivain mort au champ d'honneur.
Jean Giraudoux lui dédie son roman Lectures pour une ombre.

## Œuvres
- Jules Lemaitre, pages choisies, Paris, Nouvelle librairie nationale, 1911.
- Une étape de la conversion de Huysmans d'après des lettres inédites à Mme de C.[4], Paris, Dorbon aîné, 1912.
- Une année de critique, Paris, Dorbon aîné, 1913.
- Le petit carquois, poèmes (1913) en collaboration avec Jean Pellerin
- Esclave et roi, Roman feuilleton paru dans La lanterne à partir du 15 juin 1914 signé du pseudonyme de Jacques Lagravière et écrit en collaboration avec Jean Pellerin. La guerre en suspendit la publication et ce roman ne fut jamais achevé[5].

## Pour approfondir